# Faverolles (Eure-et-Loir)
Faverolles település Franciaországban, Eure-et-Loir megyében. Lakosainak száma 818 fő (2022. január 1.). Faverolles La Boissière-École, Mittainville és Le Tartre-Gaudran községekkel határos.

## Népesség
A település népességének változása:
| Lakosok száma | 326  | 411  | 594  | 806  | 946  | 895  | 865  | 855  | 852  | 818  |
|               | 1968 | 1982 | 1990 | 2006 | 2013 | 2015 | 2017 | 2019 | 2020 | 2022 |